# Глоссарий теории графов
Здесь собраны определения терминов из теории графов. Курсивом выделены ссылки на термины в этом словаре (на этой странице).
| # А Б В Г Д Е Ё Ж З И К Л М Н О П Р С Т У Ф Х Ц Ч Ш Щ Э Ю Я |

## А
- Автоморфизм — Изоморфизм графа с самим собой.
- Ациклический граф — граф без циклов.

## Б
- База графа — минимальное подмножество множества вершин графа, из которых достижима любая вершина графа.
- Бесконечный граф — граф, имеющий бесконечно много вершин и/или рёбер.
- Биграф — см. двудольный граф.
- Блок — граф без шарниров.
- Блок-дизайн с параметрами (v, k, λ) — покрытие с кратностью λ полного графа на v вершинах полными графами на k вершинах.

## В
- Валентность вершины — см. степень вершины.
- Вершина, узел — базовое понятие: точка, где могут сходиться/выходить рёбра и/или дуги. Множество вершин графа G обозначается V(G).
- Вершинное покрытие — множество вершин графа такое, что каждое ребро инцидентно хотя бы одной вершине из этого множества.
- Вес ребра — значение, поставленное в соответствие данному ребру взвешенного графа. Обычно вес — вещественное число, в таком случае его можно интерпретировать как «длину» ребра.
- Взвешенный граф — граф, каждому ребру которого поставлено в соответствие некое значение (вес ребра).  См. Размеченный граф.
- Висячая вершина — вершина, степень которой равна 1 (то есть {\displaystyle d(v)=1}).

- Вполне несвязный граф — регулярный граф степени 0, то есть граф без рёбер.
- Высота дерева — наибольшая длина пути от корня к листу.

## Г
- Гамильтонов граф — граф, в котором есть гамильтонов цикл.
- Гамильтонов путь — простой путь в графе, содержащий все вершины графа ровно по одному разу.
- Гамильтонов цикл — простой цикл в графе, содержащий все вершины графа ровно по одному разу.
- Геометрическая реализация — фигура, вершинам которой соответствуют вершины графа, рёбрам — рёбра графа и рёбра в фигуре соединяют вершины, соответствующие вершинам в графе.
- Геометрический граф — плоская фигура из вершин — точек плоскости и рёбер — линий, соединяющих некоторые пары вершин. Может представлять многими способами всякий граф.
- Гиперграф — совокупность из множества вершин и множества гиперрёбер (подмножество n-й евклидовой степени множества вершин, то есть гиперрёбра соединяют произвольное количество вершин).
- Гомеоморфные графы — графы, получаемые из одного графа с помощью последовательности подразбиений рёбер.
- Грань — область, ограниченная рёбрами в плоском графе и не содержащая внутри себя вершин и рёбер графа. Внешняя часть плоскости тоже образует грань.
- Граф — базовое понятие. Включает множество вершин и множество рёбер, являющееся подмножеством декартова квадрата множества вершин (то есть каждое ребро соединяет ровно две вершины).
- Граф рода g — граф, который можно изобразить без пересечений на поверхности рода g и нельзя изобразить без пересечений ни на одной поверхности рода g-1. В частности, планарные графы имеют род 0.

## Д
- Двойственный граф. Граф А называется двойственным к планарному графу В, если вершины графа А соответствуют граням графа В, и две вершины графа A соединены ребром тогда и только тогда, когда соответствующие грани графа B имеют хотя бы одно общее ребро.
- Двудольный граф (или биграф, или чётный граф) — такой граф {\displaystyle G(V,E)}, что множество вершин V разбито на два непересекающихся подмножества {\displaystyle V_{1}} и {\displaystyle V_{2}}, причём всякое ребро E инцидентно вершине из {\displaystyle V_{1}} и вершине из {\displaystyle V_{2}} (то есть соединяет вершину из {\displaystyle V_{1}} с вершиной из {\displaystyle V_{2}}). То есть правильная раскраска графа осуществляется двумя цветами. Множества {\displaystyle V_{1}} и {\displaystyle V_{2}} называются «долями» двудольного графа. Двудольный граф называется «полным», если любые две вершины из {\displaystyle V_{1}} и {\displaystyle V_{2}} являются смежными. Если {\displaystyle \left|V_{1}\right|=a}, {\displaystyle \left|V_{2}\right|=b}, то полный двудольный граф обозначается {\displaystyle K_{a,b}}.
- Двусвязный граф — связный граф, в котором нет шарниров.
- Дерево — связный граф, не содержащий циклов.
- Диаметр графа {\displaystyle \mathrm {diam} (G)} — максимум расстояния между вершинами для всех пар вершин. Расстояние между вершинами — наименьшее число рёбер пути, соединяющего две вершины.
- Длина маршрута — количество рёбер в маршруте (с повторениями). Если маршрут {\displaystyle M=v_{0},e_{1},v_{1},e_{2},v_{2},...,e_{k},v_{k}}, то длина M равна k (обозначается {\displaystyle \left|M\right|=k}).
- Длина пути — число дуг пути (или сумма длин его дуг, если последние заданы). Так для пути v1, v2, …, vn длина равна n-1.
- Дуга — ориентированное ребро.
- Дополнение графа — граф над тем же множеством вершин, что и исходный, но вершины соединены ребром тогда и только тогда, когда в исходном графе ребра нет.

## Е
- Ежевика неориентированного графа G — семейство связных подграфов графа G, касающихся друг друга.

## З
- Граф-звезда — полный двудольный граф {\displaystyle K_{1,b}}.

## И
- Изолированная вершина — вершина, степень которой равна 0 (то есть нет рёбер, инцидентных ей).
- Изоморфизм. Два графа называются изоморфными, если существует перестановка вершин, при которой они совпадают. Иначе говоря, два графа называются изоморфными, если существует взаимно-однозначное соответствие между их вершинами и рёбрами, которое сохраняет смежность и инцидентность (графы отличаются только названиями своих вершин).
- Инвариант графа — числовая характеристика графа или их упорядоченный вектор, характеризующая структуру графа инвариантно относительно перенумерации вершин.
- Интервальный граф — граф, вершины которого могут быть взаимно однозначно поставлены в соответствие отрезкам на действительной оси таким образом, что две вершины инцидентны одному ребру тогда и только тогда, когда отрезки, соответствующие этим вершинам, пересекаются.
- Инцидентность — понятие, используемое только в отношении ребра или дуги и вершины: если {\displaystyle v_{1},v_{2}} — вершины, а {\displaystyle e=(v_{1},v_{2})} — соединяющее их ребро, тогда вершина {\displaystyle v_{1}} и ребро {\displaystyle e} инцидентны, вершина {\displaystyle v_{2}} и ребро {\displaystyle e} тоже инцидентны. Две вершины (или два ребра) инцидентными быть не могут. Для обозначения ближайших вершин (рёбер) используется понятие смежности.

## К
- Клетка — регулярный граф наименьшего обхвата для заданной степени вершин.
- Клика — подмножество вершин графа, полностью соединённых друг с другом, то есть подграф, являющийся полным графом.
  - Кликовое число (англ. clique number) — число (G) вершин в наибольшей клике. Другие названия — густота, плотность.
  - Максимальная клика — клика с максимально возможным числом вершин среди клик графа.
- Колесо (обозначается Wn) — граф с n вершинами (n ≥ 4), образованный соединением единственной вершины со всеми вершинами (n-1)-цикла.
- Колчан — просто ориентированный граф.
- Конечный граф — граф, содержащий конечное число вершин и рёбер.
- Конструктивное перечисление графов — получение полного списка графов в заданном классе.
- Компонента связности графа — такое подмножество вершин графа, для любых двух вершин которого существует путь из одной в другую, и не существует пути из вершины этого подмножества в вершину не из этого подмножества.
- Компонента сильной связности графа, слой — максимальное множество вершин ориентированного графа, такое, что для любых двух вершин из этого множества существует путь как из первой во вторую, так и из второй в первую.
- Контур — замкнутый путь в орграфе.
- Корень дерева — выбранная вершина дерева; в орграфе — вершина с нулевой степенью захода.
- Коцикл — минимальный разрез, минимальное множество рёбер, удаление которого делает граф несвязным.
- Кратные рёбра — несколько рёбер, инцидентных одной и той же паре вершин. Встречаются в мультиграфах.
- Кубический граф — регулярный граф степени 3, то есть граф, в котором каждой вершине инцидентно ровно три ребра.
- k-дольный граф — граф G, у которого хроматическое число c(G)=k
- k-связный граф — связный граф, в котором не существует набора {\displaystyle V'} из {\displaystyle k-1} или менее вершин, такого, что удаление всех вершин {\displaystyle V'} и инцидентных им рёбер нарушает связность графа. В частности, связный граф является 1-связным, а двусвязный — 2-связным.

## Л
- Лама́нов граф с n вершинами — такой граф G, что, во-первых, для каждого k любой подграф графа G, содержащий k вершин, имеет не более, чем 2k −3 ребра и, во-вторых, граф G имеет ровно 2n −3 ребра.

- Лес — неориентированный граф без циклов. Компонентами связности леса являются деревья.
- Лист дерева — вершина дерева с единственным ребром или входящей дугой.
- Локальная степень вершины — число рёбер, ей инцидентных. Петля даёт вклад, равный «2», в степень вершины.

## М
- Макси-код {\displaystyle \mu _{max}} — трудновычислимый полный инвариант графа, получаемый путём выписывания двоичных значений матрицы смежности в строчку с последующим переводом полученного двоичного числа в десятичную форму. Макси-коду соответствует такой порядок следования строк и столбцов, при котором полученное значение является максимально возможным.
- Максимальное паросочетание в графе. Паросочетание называется максимальным, если любое другое паросочетание содержит меньшее число рёбер.
- Маршрут в графе — чередующаяся последовательность вершин и рёбер {\displaystyle v_{0},e_{1},v_{1},e_{2},v_{2},...,e_{k},v_{k}}, в которой любые два соседних элемента инцидентны. Если {\displaystyle v_{0}=v_{k}}, то маршрут замкнут, иначе открыт.
- Матрица достижимости орграфа — матрица, содержащая информацию о существовании путей между вершинами в орграфе.
- Матрица инцидентности графа — матрица, значения элементов которой характеризуется инцидентностью соответствующих вершин графа (по вертикали) и его рёбер (по горизонтали). Для неориентированного графа элемент принимает значение 1, если соответствующие ему вершина и ребро инцидентны. Для ориентированного графа элемент принимает значение 1, если инцидентная вершина является началом ребра, значение -1, если инцидентная вершина является концом ребра; в остальных случаях (в том числе и для петель) значению элемента присваивается 0.
- Матрица смежности графа — матрица, значения элементов которой характеризуются смежностью вершин графа. При этом значению элемента матрицы присваивается количество рёбер, которые соединяют соответствующие вершины (то есть которые инцидентны обеим вершинам).
- Мини-код {\displaystyle \mu _{min}} — трудновычислимый полный инвариант графа, получаемый путём выписывания двоичных значений матрицы смежности в строчку с последующим переводом полученного двоичного числа в десятичную форму. Мини-коду соответствует такой порядок следования строк и столбцов, при котором полученное значение является минимально возможным.
- Минимальный каркас (или каркас минимального веса, минимальное остовное дерево) графа — ациклическое (не имеющее циклов) множество рёбер в связном, взвешенном и неориентированном графе, соединяющих между собой все вершины данного графа, при этом сумма весов всех рёбер в нём минимальна.
- Множество смежности вершины v — множество вершин, смежных с вершиной v. Обозначается {\displaystyle \Gamma ^{+}(v)}.
- Минором графа называется граф, который можно получить из исходного путём удаления и стягивания дуг.
- Мост — ребро, удаление которого увеличивает количество компонент связности в графе.
- Мультиграф — граф, в котором может быть пара вершин, которая соединена более чем одним ребром (ненаправленным), либо более чем двумя дугами противоположных направлений.

## Н
- Направленный граф — ориентированный граф, в котором две вершины соединяются не более чем одной дугой.
  - Направленный ациклический граф — ориентированный граф без контуров.
- Независимое множество вершин (известное также как внутренне устойчивое множество) — множество вершин графа G, в котором любые две вершины несмежны (никакая пара вершин не соединена ребром).
  - Независимое множество называется максимальным, когда нет другого независимого множества, в которое оно бы входило. Дополнение наибольшего независимого множества называется минимальным вершинным покрытием графа.
  - Наибольшим независимым множеством называется независимое множество наибольшего размера.
- Независимые вершины — попарно несмежные вершины графа.[1]
- Неразделимый граф — связный, непустой, не имеющий точек сочленения граф.[2].
- Нормированный граф — ориентированный граф без циклов.

- Нуль-граф (пустой граф) — граф без вершин.

## О
- Обхват — длина наименьшего цикла в графе.
- Объединение графов (помеченных графов {\displaystyle G_{1}=(X_{1},U_{1})} и {\displaystyle G_{2}=(X_{2},U_{2})}) — граф {\displaystyle G_{1}\cup G_{2}}, множеством вершин которого является {\displaystyle X_{1}\cup X_{2}}, а множеством рёбер — {\displaystyle U=U_{1}\cup U_{2}}.
- Окрестность порядка k — множество вершин на расстоянии k от заданной вершины v; иногда толкуется расширительно как множество вершин, отстоящих от v на расстоянии не больше k.
- Окружение — множество вершин, смежных с заданной.
- Орграф, ориентированный граф G = (V,E) есть пара множеств, где V — множество вершин (узлов), E — множество дуг (ориентированных рёбер). Дуга — упорядоченная пара вершин (v, w), где вершину v называют началом, а w — концом дуги. Можно сказать, что дуга v → w ведёт от вершины v к вершине w, при этом вершина w смежная с вершиной v.
- Остовное дерево (остов) (неориентированного) связного графа {\displaystyle G=(V,E)} — всякий частичный граф {\displaystyle S=(V,T)}, являющийся деревом.
- Остовный подграф — подграф, содержащий все вершины.

## П
- Паросочетание — набор попарно несмежных рёбер.
- Петля — ребро, начало и конец которого находятся в одной и той же вершине.
- Пересечение графов (помеченных графов {\displaystyle G_{1}=(X_{1},U_{1})} и {\displaystyle G_{2}=(X_{2},U_{2})}) — граф {\displaystyle G_{1}\cap G_{2}}, множеством вершин которого является {\displaystyle X_{1}\cap X_{2}}, а множеством рёбер — {\displaystyle U=U_{1}\cap U_{2}}.
- Перечисление графов — подсчёт числа неизоморфных графов в заданном классе (с заданными характеристиками).
- Периферийная вершина — вершина, эксцентриситет которой равен диаметру графа.
- Планарный граф — граф, который может быть изображён (уложен) на плоскости без пересечения рёбер. Изоморфен плоскому графу, то есть является графом с пересечениями, но допускающий его плоскую укладку, поэтому может отличаться от плоского графа изображением на плоскости. Таким образом, может быть разница между плоским графом и планарным графом при изображении на плоскости.
- Плоский граф — геометрический граф, в котором никакие два ребра не имеют общих точек, кроме инцидентной им обоим вершины (не пересекаются). Является уложенным графом на плоскости.
- Подграф исходного графа — граф, содержащий некое подмножество вершин данного графа и некое подмножество инцидентных им рёбер. (ср. Суграф.) По отношению к подграфу исходный граф называется суперграфом
- Полный граф — граф, в котором для каждой пары вершин {\displaystyle v_{1},v_{2}}, существует ребро, инцидентное {\displaystyle v_{1}} и инцидентное {\displaystyle v_{2}} (каждая вершина соединена ребром с любой другой вершиной).
- Полный инвариант графа — числовая характеристика графа или их упорядоченный вектор, значения которой необходимо и достаточно для установления изоморфизма графов.
- Полным двудольным называется двудольный граф, в котором каждая вершина одного подмножества соединена ребром с каждой вершиной другого подмножества
- Полустепень захода в орграфе для вершины {\displaystyle v} — число дуг, входящих в вершину. Обозначается {\displaystyle d^{+}(v)}, {\displaystyle \mathrm {deg} ^{+}(v)}, {\displaystyle \mathrm {indeg} (v)} или {\displaystyle d_{t}(v)}.
- Полустепень исхода в орграфе для вершины {\displaystyle v} — число дуг, исходящих из вершины. Обозначается {\displaystyle d^{-}(v)}, {\displaystyle \mathrm {deg} ^{-}(v)}, {\displaystyle \mathrm {outdeg} (v)} или {\displaystyle d_{o}(v)}.
- Помеченный граф — граф, вершинам или дугам которого присвоены какие-либо метки, например, натуральные числа или символы какого-нибудь алфавита.
- Порождённый подграф — подграф, порождённый подмножеством вершин и множеством всех рёбер исходного графа, которые соединяют вершины из заданного подмножества. Содержит не обязательно все вершины графа, но эти вершины соединены такими же рёбрами, как в графе.
- Порядок графа — количество вершин графа.[3]
- Правильная раскраска графа — раскраска, при которой каждый цветной класс является независимым множеством. Иначе говоря, в правильной раскраске любые две смежные вершины должны иметь разные цвета.
- Произведение графов — для данных графов {\displaystyle G_{1}=(V_{1},E_{1})} и {\displaystyle G_{2}=(V_{2},E_{2})} произведением называется граф {\displaystyle G=(V,E)}, вершины которого {\displaystyle V(G)=V_{1}\times V_{2}} — декартово произведение множеств вершин исходных графов.
- Простая цепь — маршрут, в котором все вершины различны.
- Простой граф — граф, в котором нет кратных рёбер и петель.
- Простой путь — путь, все вершины которого попарно различны[4]. Другими словами, простой путь не проходит дважды через одну вершину.
  - Простой цикл — цикл, не проходящий дважды через одну вершину.
- Псевдограф — граф, который может содержать петли и/или кратные рёбра.

- Пустой граф (нуль-граф) — граф без рёбер.
- Путь — последовательность рёбер (в неориентированном графе) и/или дуг (в ориентированном графе), такая, что конец одной дуги (ребра) является началом другой дуги (ребра). Или последовательность вершин и дуг (рёбер), в которой каждый элемент инцидентен предыдущему и последующему[4]. Может рассматриваться как частный случай маршрута.
- Путь в орграфе — последовательность вершин v1, v2, …, vn, для которой существуют дуги v1 → v2, v2 → v3, …, vn-1 → vn. Говорят, что этот путь начинается в вершине v1, проходит через вершины v2, v3, …, vn-1, и заканчивается в вершине vn.

## Р
- Радиус графа — минимальный из эксцентриситетов вершин связного графа; вершина, на которой достигается этот минимум, называется центральной вершиной.
- Разбиение графа — представление исходного графа в виде множества подмножеств вершин по определённым правилам.
- Разделяющая вершина — то же, что и шарнир и точка сочленения.
- Развёртка графа — функция, заданная на вершинах ориентированного графа.
- Размер графа — количество рёбер графа.
- Размеченный граф — граф, для которого задано множество меток S, функция разметки вершин f : A → S и функция разметки дуг g : R → S. Графически эти функции представляются надписыванием меток на вершинах и дугах. Множество меток может разделяться на два непересекающихся подмножества меток вершин и меток дуг.
- Разрез — множество рёбер, удаление которого делает граф несвязным.
- Рамочный граф — граф, который можно нарисовать на плоскости таким способом, что любая ограниченная грань является четырёхугольником и любая вершина с тремя и менее соседями инцидентна неограниченной грани.[5]
- Раскраска графа — разбиение вершин на множества (называемые цветами). Если при этом нет двух смежных вершин, принадлежащих одному и тому же множеству (то есть две смежные вершины всегда разного цвета), то такая раскраска называется правильной.
- Расстояние между вершинами — длина кратчайшей цепи (в орграфе пути), соединяющей заданные вершины. Если такой цепи (пути) не существует, расстояние полагается равным бесконечности.
- Рёберное покрытие — множество рёбер графа такое, что каждая вершина инцидентна хотя бы одному ребру из этого множества.
- Рёберный граф неориентированного графа — это граф, представляющий соседство рёбер графа.
- Ребро — базовое понятие. Ребро соединяет две вершины графа.
- Регулярный граф — граф, степени всех вершин которого равны. Степень регулярности является инвариантом графа и обозначается {\displaystyle r(G)}. Для нерегулярных графов {\displaystyle r(G)} не определено. Регулярные графы представляют особую сложность для многих алгоритмов.
  - Регулярный граф степени 0 (вполне несвязный граф, пустой граф, нуль-граф) — граф без рёбер.

## С
- Самодвойственный граф — граф, изоморфный своему двойственному графу.
- Сверхстройное (звездообразное) дерево — дерево, в котором имеется единственная вершина степени больше 2.
- Связность. Две вершины в графе связаны, если существует соединяющая их (простая) цепь.
- Связный граф — граф, в котором все вершины связаны.
- Сечение графа — множество рёбер, удаление которых делит граф на два изолированных подграфа, один из которых, в частности, может быть тривиальным графом.
- Сеть — в принципе, то же, что и граф, хотя сетями обычно называют графы, вершины которых определённым образом помечены.
  - Ориентированная сеть — ориентированный граф, не содержащий контуров.
- Сильная связность. Две вершины в ориентированном графе сильно связаны, если существует путь из первой во вторую и из второй в первую.
  - Сильно связный орграф — орграф, в котором все вершины сильно связаны.
- Смежность — понятие, используемое в отношении только двух рёбер либо только двух вершин: Два ребра, инцидентные одной вершине, называются смежными; две вершины, инцидентные одному ребру, также называются смежными. (ср. Инцидентность.)
- Смешанный граф — граф, содержащий как ориентированные, так и неориентированные рёбра.
- Совершенное паросочетание — паросочетание, содержащее все вершины графа.
- Соединением двух графов {\displaystyle G_{1}=(V_{1},E_{1})} и {\displaystyle G_{2}=(V_{2},E_{2})}, не имеющих общих вершин, называется граф {\displaystyle G_{1}+G_{2}=(V_{1}\cup V_{2},E_{1}\cup E_{2}\cup V_{1}\times V_{2}\cup V_{2}\times V_{1})}.[6]

Из определения видно, что соединение графов обладает свойствами коммутативности и ассоциативности
- Спектр графа — множество всех собственных значений матрицы смежности с учётом кратных рёбер.
- Степень вершины — количество рёбер графа G, инцидентных вершине x. Обозначается {\displaystyle d(x)}. Минимальная степень вершины графа G обозначается {\displaystyle \delta (G)}. а максимальная — {\displaystyle \Delta (G)}.
- Стягивание ребра графа — замена концов ребра одной вершиной, соседями новой вершины становятся соседи этих концов. Граф {\displaystyle G_{1}} стягиваем к {\displaystyle G_{2}}, если второй можно получить из первого последовательностью стягиваний рёбер.
- Суграф (частичный граф) исходного графа — граф, содержащий все вершины исходного графа и подмножество его рёбер. (ср. Подграф.)
- Суперграф — любой граф, содержащий исходный граф (то есть для которого исходный граф является подграфом)

## Т
- Тета-граф — граф, состоящий из объединения трёх путей, не имеющих внутри общих вершин, у которых конечные вершины одни и те же[7]
- Тета-граф множества точек евклидовой плоскости строится как система конусов, окружающих каждую вершину с добавлением ребра для каждого конуса к точке множества, проекция которой на центральную ось конуса минимальна.

- Тождественный граф — граф, у которого возможен один-единственный автоморфизм — тождественный. Образно говоря, тождественный граф — «абсолютно несимметричный» граф.
- Точка сочленения — то же, что и шарнир и разделяющая вершина.
- Триангуляция поверхности — укладка графа на поверхность, разбивающая её на треугольные области; частный случай топологической триангуляции.
- Тривиальный граф — граф, состоящий из одной вершины.
- Турнир — ориентированный граф, в котором каждая пара вершин соединена одной дугой.

## У
- Узел — то же, что и Вершина.
- Укладка, или вложение графа: граф укладывается на некоторой поверхности, если его можно нарисовать на этой поверхности так, чтобы рёбра графа при этом не пересекались. (См. Планарный граф, Плоский граф.)
- Укрытие — определённый тип функции на множествах вершин неориентированного графа. Если укрытие существует, его может использовать беглец чтобы выиграть игру преследования-уклонения на графе путём использования этой функции на каждом шаге игры для определения безопасных множеств вершин, куда можно перейти.
- Упорядоченный граф — граф, в котором рёбра, выходящие из каждой вершины, однозначно пронумерованы, начиная с 1. Рёбра считаются упорядоченными в порядке возрастания номеров. При графическом представлении часто рёбра считаются упорядоченными в порядке некоторого стандартного обхода (например, против часовой стрелки).

## Ф
- n-фактор графа — регулярный остовный подграф степени {\displaystyle n}.
- n-факторизация графа — разбиение графа на независимые n-факторы.

## Х
- Хроматическое число графа — минимальное количество цветов, требуемое для раскраски вершин графа, при которой любые вершины, соединенные ребром, раскрашены в разные цвета.
- Характеристический многочлен графа — характеристический многочлен его матрицы смежности.

## Ц
- Центр графа — множество вершин {\displaystyle W=\left\{u_{1},u_{2},...,u_{n}\right\}}, для которых справедливо равенство: {\displaystyle \forall i=1,...,n:\varepsilon (u_{i})=r(G)}, где {\displaystyle \varepsilon } — эксцентриситет вершины, а {\displaystyle r} — радиус графа.
- Цепь в графе — маршрут, все рёбра которого различны. Если все вершины (а тем самым и рёбра) различны, то такая цепь называется простой (элементарной). В цепи {\displaystyle v_{0},e_{1},...,e_{k},v_{k}} вершины {\displaystyle v_{0}} и {\displaystyle v_{k}} называются концами цепи. Цепь с концами u и v соединяет вершины u и v. Цепь, соединяющая вершины u и v, обозначается {\displaystyle \left\langle u,v\right\rangle }. Для орграфов цепь называется орцепью.
 В некоторых источниках простая цепь — цепь, рёбра которой различны, что является более слабым условием.
- Цикл — замкнутая цепь. Для орграфов цикл называется контуром.
  -  Цикл (простой цикл) в орграфе — простой путь длины не менее 1, который начинается и заканчивается в одной и той же вершине.
  -  Цикл Гамильтона — то же, что и Гамильтонов цикл.
- Цикломатическое число графа — минимальное число рёбер, которые надо удалить, чтобы граф стал ациклическим. Для связного графа существует соотношение: {\displaystyle p_{1}(G)=p_{0}(G)+|E(G)|-|V(G)|,} где {\displaystyle p_{1}(G)} — цикломатическое число, {\displaystyle p_{0}} — число компонент связности графа, {\displaystyle |E(G)|} — число рёбер, а {\displaystyle |V(G)|} — число вершин.

## Ч
- Частичный граф — то же, что и суграф.
- Чётный граф — то же, что и двудольный граф.
- Число вершинного покрытия — размер наименьшего вершинного покрытия в графе.
- Число независимости — размер наибольшего независимого множества вершин в графе.
- Число паросочетания  — размер наибольшего паросочетания в графе.
- Число рёберного покрытия — размер наименьшего рёберного покрытия в графе.

## Ш
- Шарнир — вершина графа, в результате удаления которой вместе со всеми инцидентными ей рёбрами количество компонент связности в графе возрастает.
- Шестерёнка (обозначается {\displaystyle G_{n}}) — граф, получаемый из колеса путём размещения дополнительных вершин между каждой парой смежных вершин периметра. Шестерёнки принадлежат семейству рамочных графов и играют важную роль при описании запрещённых подграфов рамочных графов[8]

## Э
- Эйлеров граф — граф, в котором существует цикл, содержащий все рёбра графа по одному разу (вершины могут повторяться).
- Эйлерова цепь (или эйлеров цикл) — цепь (цикл), которая содержит все рёбра графа (вершины могут повторяться).
- Эксцентриситет вершины — максимальное из всех минимальных расстояний от других вершин до данной вершины.
- Элементарный путь — путь, вершины которого, за исключением, быть может, первой и последней, различны. Другими словами, простой путь не проходит дважды через одну вершину, но может начаться и закончиться в одной и той же вершине, в таком случае он называется циклом (элементарным циклом).
- Элементарным стягиванием называется такая процедура: берём ребро (вместе с инцидентными ему вершинами, например, u и v) и «стягиваем» его, то есть удаляем ребро и отождествляем вершины u и v. Полученная при этом вершина инцидентна тем рёбрам (отличным от удалённого и друг друга), которым первоначально были инцидентны u или v.
- Энергия графа — сумма абсолютных величин собственных значений матрицы смежности графа.